# حالا من اینجا هستم
حالا من اینجا هستم (به انگلیسی: Now I'm Here) نام آهنگی از گروه بریتانیایی راک، کوئین می‌باشد. این ششمین ترانه از سومین آلبوم آنها با نام حمله قلبی محض است که توسط گیتاریست گروه، برایان می هنگامیکه در بیمارستان با بیماری هپاتیت دست و پنجه نرم می‌کرد نوشته شده است. آهنگ بیشتر بدلیل وجود ریف‌های قوی و هارمونی آوایی خود مورد توجه قرار گرفته است. هنگامیکه به عنوان یک سینگل در سال ۱۹۷۵ منتشر شد، به رتبهٔ یازدهم در چارت بریتانیا رسید. ترانه در هرکدام از کنسرت‌های گروه از ۱۹۷۴ تا ۸۶ اجرا شد. این آهنگ، یکی از معدود ترانه‌هایی بود که در تور کوئین + پاول راجرز (۲۰۰۵) احیا نشد.
همچنین این آهنگ در آلبوم گردآوری‌شده بهترین آثار و کوئین راکز هم قرار گرفته بود. در مارس ۲۰۰۵، مجلهٔ کیو رتبهٔ ۳۳ را در لیست یکصد ترک برتر گیتار خود به "حالا من اینجا هستم" اختصاص داد.